# Jesper Bodilsen

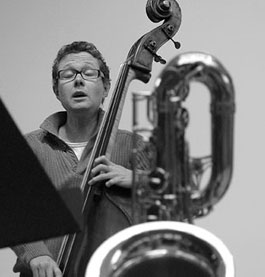
Jesper Bodilsen in 2014

Jesper Bodilsen (Haslev, 5 januari 1970 is een Deense jazz-bassist.
Bodilsen begon contrabas te spelen toen hij zestien was. Hij ging naar het conservatorium in Aarhus, waar hij studeerde bij Niels-Henning Ørsted Pedersen. Hij studeerde in 1997 af en gaf vanaf dat moment ook les Hij speelde mee op meer dan honderd platen, onder andere van Ed Thigpen. Bodilsen werkte verder onder meer met Enrico Rava, Gino Vanelli en Dino Saluzzi. Ook maakte hij zelf platen: hij nam bijvoorbeeld een duoplaat op met George Colliogan en twee albums met zijn trio (met de Italiaanse pianist Stefano Bollani en drummer Morten Lund). In 2004 kreeg Bodilsen de Django d'Or.

## Discografie
- A Wish (met Colligan), 2002
- Mi Ritomi in Mente (met Bollani en Lund), Stunt Records, 2004
- Stone in the Water (met Bollani en Lund), ECM, 2008
- Short Stories For Dreamers, Stunt Records, 2010